# Horloge astronomique de Chauvin
L'Horloge astronomique de Chauvin est une horloge astronomique complexe construite par le mécanicien Rémy Chauvin entre 1990 et 2003 et exposée au musée de l'horlogerie de Morteau.

## Rémy Chauvin
Rémy Chauvin, né en 1954 à Saint-Pierre (Jura), a grandi à Bonlieu (Jura). Après avoir déménagé en Alsace, il découvre l'horloge astronomique de Strasbourg pour laquelle il se passionne au point de vouloir reproduire ce chef-d'œuvre de Jean-Baptiste Schwilgué. Il poursuit ses études au collège de Marckolsheim et au lycée professionnel Bugatti d'Illzach. 
En 1975, Chauvin fonde une entreprise de fabrication d'engrenages, appelée "Chauvin engrenages". Il travaille dans ce domaine jusqu'au début des années 2000, ce qui lui permet d'acquérir le savoir-faire indispensable à la construction de son horloge.

## L'horloge astronomique de Chauvin

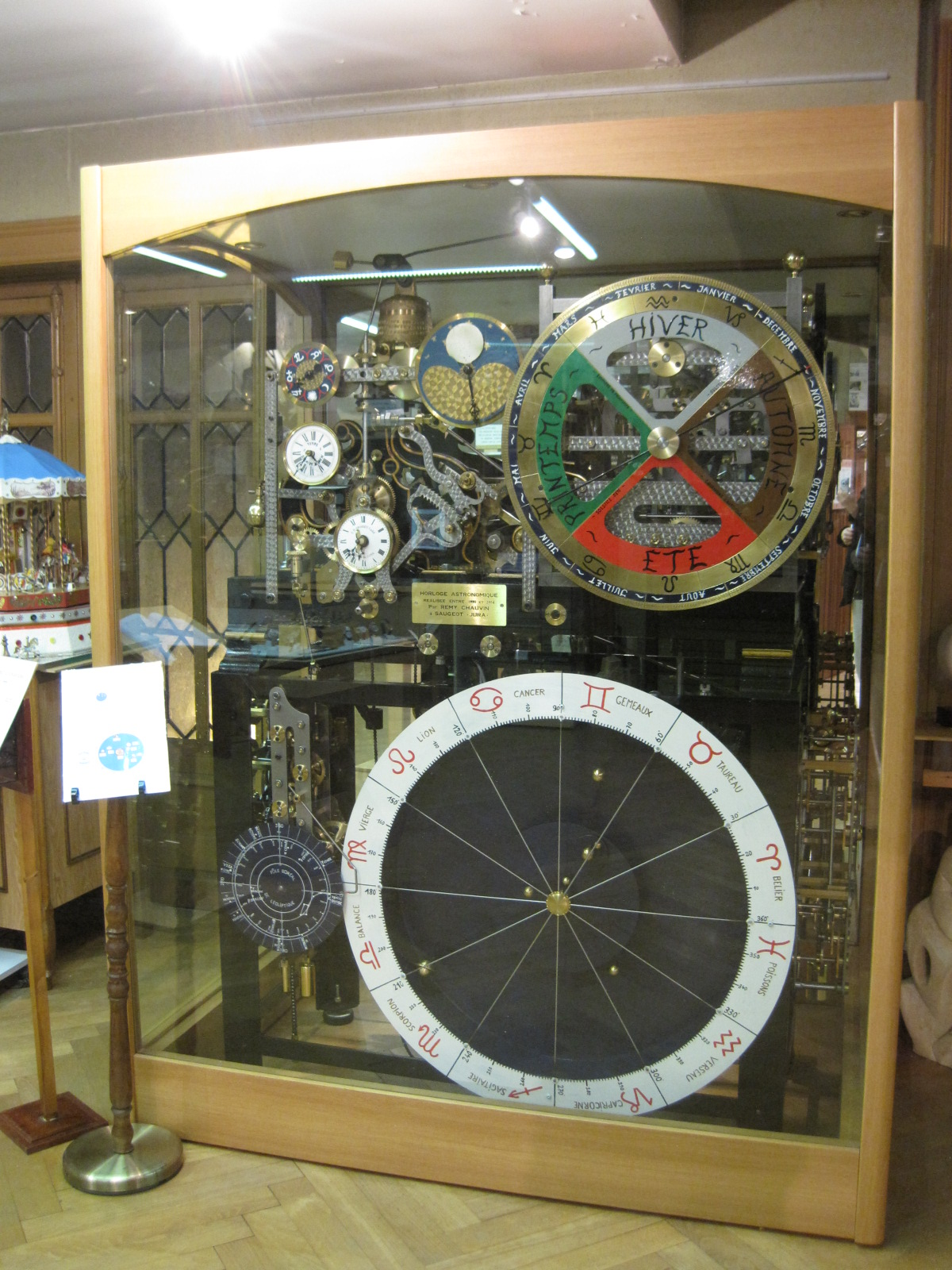
Détail de l'horloge

Un événement déterminant intervient lorsque l'horloge de l'église de Bonlieu est remplacée par un système électrique moderne. Chauvin acquiert le mouvement mécanique Odobey (Morez) datant de 1910, qui peut servir de moteur à son horloge astronomique. Les travaux débutent en 1990 et durent quatorze années soit 4368 heures de travail sans compter les heures d'études et de recherches. Chauvin utilise 400 kilos de laiton et 1500 kilos d'acier pour réaliser les 1680 pièces nécessaires, réparties entre 21 fonctions.
L'horloge fait 2,50 m de haut, 2,20 m de long et 1 m de large ; son poids est de 1 500 kilos. Elle est terminée en 2003 et, en mai 2004, elle est mise en route au Musée de l'Horlogerie de Morteau dans le Haut-Doubs.
Rémy Chauvin n'a pas réalisé son rêve en totalité, mais plusieurs éléments de son horloge astronomique reprennent presque exactement ceux de l'horloge strasbourgeoise. 

### Heures
L'horloge fournit l'heure moyenne. L'équation du temps est indiquée sur un cadran séparé.

### Lever et coucher du soleil
L'un des cadrans indique les heures de lever et de coucher du soleil.

### Temps sidéral
Le temps sidéral figure sur un cadran. Le globe céleste de l'horloge astronomique de Strasbourg n'a pas été repris. La précession des équinoxes est indiquée sur une cadran séparé.

### Précession des équinoxes
Un petit cadran à gauche du planétaire indique la précession des équinoxes, sous forme des étoiles vers lesquelles pointera l'axe de rotation de la Terre. L'aiguille fait le tour du cadran en 25800 ans. 

### Équation du temps
L'équation du temps est obtenue par une came, comme cela est fait sur la presque totalité des horloges à équation. La construction diffère donc ici de celle de Strasbourg.

### Course du soleil (saisons)
Un cadran spécial indique les saisons, et plus exactement la course du soleil autour de la Terre. Ce cadran reprend sous une autre forme une partie des données du planétaire.

### Planétaire
Le planétaire de Chauvin reprend directement celui de Strasbourg et donne les positions héliocentriques de toutes les planètes jusqu'à Saturne. Les planètes Uranus, Neptune et Pluton ne sont pas intégrées, tout comme elles ne le sont pas sur l'horloge astronomique de Strasbourg. La lune est indiquée comme satellite de la Terre.
En 2009, Chauvin  achève la construction d'un planétaire pour la marque d'horlogerie Louis Moinet. Ce planétaire est accompagné de quatre montres à tourbillons et forme un ensemble baptisé "Meteoris". Le planétaire est basé sur celui de son horloge astronomique, en y ajoutant les planètes Uranus, Neptune et Pluton, qui n'y figuraient pas. Il est possible que la construction employée sur le planétaire de l'horloge astronomique de Messine (qui est une extension de celle de Strasbourg) ait servi de base, ou d'inspiration, pour l'adjonction de ces trois planètes. La structure des rouages est très proche, même si l'on peut constater que les nombres de dents ne sont pas tous les mêmes qu'à Messine.

### Lune
Un cadran classique à deux lunes avec une moitié cachée indique la phase de la lune. Ce cadran est assez analogue à celui qui se trouvait sur la seconde horloge astronomique de la cathédrale de Strasbourg.

### Calendrier
Un petit cadran indique les sept jours de la semaine. Il est le pendant du carrousel de l'horloge astronomique de Strasbourg.

### Comput ecclésiastique
Le comput ecclésiastique est aussi fortement inspiré de celui de Strasbourg et il indique le millésime, le cycle solaire, le nombre d'or, l'indiction, l'épacte, la lettre dominicale et le fait que l'année est commune ou bissextile. Ce comput ne reprend qu'une partie du comput de Strasbourg. L'horloge de Strasbourg utilise ces indications pour déterminer la date de Pâques, ce qui n'est pas fait ici. On peut comparer ce comput avec le comput plus complet de l'horloge de Daniel Vachey ou encore avec le comput de Klinghammer, qui est presque une copie de celui de Strasbourg.